# اوب (موزل)
اوب (به فرانسوی: Aube) یک کمون در فرانسه است که در canton of Pange واقع شده‌است. اوب ۵٫۳۱ کیلومتر مربع مساحت دارد ۲۴۰ متر بالاتر از سطح دریا واقع شده‌است.